# 国際テロ情報収集ユニット
国際テロ情報収集ユニット（こくさいテロじょうほうしゅうしゅうユニット、英語: International Counter-Terrorism Intelligence Collection Unit）は、外務省総合外交政策局に設置された情報機関。2015年12月8日に発足した。

## 概要
国際テロ情報収集ユニットは、日本の国際テロ情報収集・集約体制の抜本的強化を目的に、「国際テロ情報収集・集約幹事会」、「国際テロ情報集約室」と共に設置された。
人員は約90名で、内訳は、警察庁4割、外務省4割、内閣情報調査室1割、公安調査庁、海上保安庁、出入国在留管理庁、防衛省があわせて残りの1割となっている。国際テロ情勢、現地情勢や語学に精通する適任者が配置されており、東南アジア、南アジア、中東、北・西アフリカの4地域を分担する。90人のうち50人強が本部のある外務省に勤務し、残る40人弱は在外公館で勤務しているとされる。本部は地域班、総務班、IT班に分かれて活動している。
初代トップには、前警察庁外事情報部長の瀧澤裕昭内閣審議官が就任した。4地域を担当するヘッドには、審議官級のキャリア官僚を充てている。
国際テロ情報収集ユニットは外務省総合外交政策局の情報機関ではあるものの、首相官邸直轄の組織となっている。

## 設立までの経緯
国際的なテロ事件が世界各地で起きる中、日本国内でも2016年に開催された伊勢志摩サミットや2020年の東京オリンピック・パラリンピックなどのイベントが行われ安全確保が求められる中で、日本国内のテロ対策を政府主導で強化するため、伊勢志摩サミット開催前の2016年4月をめどに設立することが2015年5月29日に決定され、外務省内に準備室が作られていたが、2015年11月に行われたパリ同時多発テロ事件の影響もあり、11月27日、安倍晋三総理大臣はマレーシア訪問中にテロ対策を強化するために前倒しで12月上旬に組織を設置することを表明し、2015年12月8日に発足した。
国際テロ情報収集ユニットを設置する際に、組織の実権をどの省庁が握るかで外務省と警察庁が対立し、最終的には、安倍晋三総理大臣や菅義偉官房長官と関係が近い北村滋内閣情報官が主導権を握って設立され、組織のトップであるユニット長には、警察庁出身の瀧澤裕昭が就任した。組織の主導権を警察庁に取られたことについて、NHKによると「外務省の恨みはものすごかった」とされる。
当初は、外務省大臣官房内に設置されて、首相官邸の直轄チームになる予定であり、瀧澤裕昭内閣審議官をトップとする準備室が外務省4階の官房長室の隣に設置されていた。ところが、秋葉剛男総合外交政策局長を高く買っている安倍晋三総理大臣の意向で総合外交政策局に設置することになった。
外務省内部からは、国際情報統括官組織との役割の違いがはっきりしていないとの指摘や、「機能しないだろう」という声も出ていた。

## 設立後
2016年7月に発生したダッカ襲撃テロ事件等を踏まえて、2016年9月、国際テロ情報収集ユニット員と在外公館の担当者をあわせて約80名程度まで倍増することが決定された。
2017年12月「2020年東京オリンピック競技大会・東京パラリンピック競技大会等を見据えたテロ対策推進要綱」において、今後、より核心に迫る情報収集が可能となるよう、その活動の拡大・強化を図ることとされた。
2015年にシリアで行方不明となり、3年4か月間にわたって拘束されていたフリージャーナリストの安田純平の解放の裏にも、国際テロ情報収集ユニットの働きがあったとされる。
将来的には、イギリスの秘密情報部（MI6）のような組織を志向しているとの指摘もある。